# Waka Flocka Flame
Juaquin James Malphurs (New York, 31 mei 1986), beter bekend onder zijn artiestennaam Waka Flocka Flame of simpelweg Waka Flocka is een Amerikaanse rapper afkomstig uit Atlanta. Hij kreeg in 2009 een platencontract bij 1017 Brick Squad Records en Warner Bros. Records, waarna hij de hitsingles O Let's Do It, Hard in da Paint, en No Hands uitbracht. Hij bracht in 2010 zijn debuutalbum Flockaveli uit. Zijn tweede studioalbum, Triple F Life: Friends, Fans & Family, werd op 8 juni 2012 uitgebracht.

## Levensloop

### 1986–2008
Juaquin Malphurs werd in 1986 geboren in de buurt South Jamaica in het New Yorkse stadsdeel Queens. Zijn familie verhuisde uiteindelijk naar Riverdale, een stad die onderdeel uitmaakt van de metropoolregio van Atlanta, een miljoenenstad in de Amerikaanse staat Georgia. Waka Flocka is afkomstig uit een muzikaal gezin: zijn moeder, Debra Antney, is de voormalige directeur van het hiphoplabel So Icey/Micey Entertainment, en de voormalige manager van de vaak met Waka Flocka Flame samenwerkende rapper Gucci Mane. Waka Flocka raakte bevriend met Gucci Mane toen hij 19 jaar oud was. Gucci Mane was ook degene die hem "Flocka Flame" begon te noemen. De bijnaam "Waka" werd bedacht door de neef van Waka Flocka. Deze bijnaam is ontleend aan de uitroep "Waka Waka" van Fozzie Beer, een figuurtje uit de Muppets.

### 2009–2010

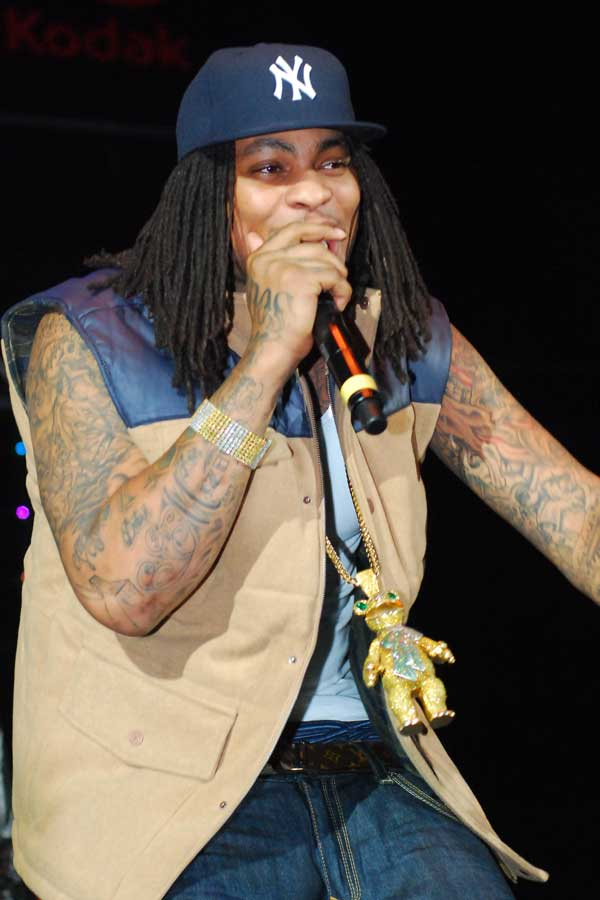
Waka Flocka in 2010

Waka Flocka vormde de rapformatie 1017 Brick Squad samen met de eveneens uit Atlanta afkomstig rappers Gucci Mane, [OJ Da Juiceman, Frenchie en Wooh Da Kid. Hij brak door met de single O Let's Do It in 2009, die de 62e positie op de Billboard Hot 100 bereikte.
Op 19 januari 2010 werd Waka Flocka beroofd en door zijn rechterarm geschoten in een autowasstraat in Atlanta. Een paar maanden hierna, op 1 oktober 2010, bracht hij zijn debuutalbum Flockaveli uit. Dit album bereikte de zesde positie op de Billboard 200. De albumtitel is een woordspeling op Makaveli, een van de artiestennamen van de inmiddels overleden rapper Tupac Shakur, die op zijn beurt de naam afleidde van die van de Italiaanse schrijver en filosoof Machiavelli. In hetzelfde jaar dat zijn debuutalbum uitkwam werd Waka Flocka Flame verkozen door de televisiezender MTV als een van de meest veelbelovende rappers van 2010.
Gucci Mane ontsloeg Debra Antney, zijn manager en de moeder van Waka Flocka, in 2010. In eerste instantie leek het erop dat Waka Flocka hem dit niet kwalijk nam, maar uiteindelijk bleek in een interview met MTV dat hij en Gucci Mane het contact hadden verbroken. Gucci Mane was kort hierna, in september 2010, aanwezig op een feest georganiseerd door Waka Flocka, waarmee de wijd en zijd in de media gepubliceerde vete opgelost leek te zijn.

### 2011–2012
Waka Flocka poseerde in 2011 grotendeels naakt, maar met zijn geslachtsdelen bedekt, voor een reclamecampagne van de Amerikaanse dierenrechtenorganisatie PETA. Deze reclamecampagne was gericht op het ontmoedigen van het dragen van bont en het verhogen van het consumentenbewustzijn over het doden van dieren voor hun pelzen. De reclamecampagne speelde in op de grote hoeveelheid tatoeages op het lichaam van Waka Flocka met de slagzin "Ink not Mink" ("Inkt in plaats van nertsen").
Waka Flocka bracht een aantal mixtapes uit in 2011, waaronder Salute Me or Shoot Me 3, Benjamin Flocka en Twin Towers 2 (No Fly Zone) samen met de rapper Slim Dunkin. Daarnaast kwam op 9 augustus Ferrari Boyz uit, een samenwerkingsalbum tussen Gucci Mane en Waka Flocka Flame. Slim Dunkin werkte mee aan de eerste single afkomstig van dat album, She Be Puttin On. Slim Dunkin werd in 2012 doodgeschoten tijdens het filmen van een videoclip in een opnamestudio in Atlanta. 
Op 14 oktober 2011 bracht Waka Flocka samen met de Canadese rapper Drake het nummer Round of Applause uit. Deze single maakt onderdeel uit van het tweede studioalbum van Waka Flocka, Triple F Life: Friends, Fans & Family. Dit album werd geproduceerd door Lex Luger en kwam uit op 8 juni 2012.

### 2013–heden
Waka Flocka kondigde op 22 januari 2013 aan dat zijn derde studioalbum, Flockaveli 2, gereed was. Ook onthulde hij dat Timbaland en Wyclef Jean meegewerkt hadden aan een aantal nummers op het album. De instrumentale gedeeltes van het album werden geproduceerd door 808 Mafia, Lex Luger en Southside. Daarnaast bracht Waka Flocka op 5 februari 2013 de mixtape DuFlocka Rant 2 uit, waaraan Gucci Mane, Lil Wayne, French Montana, Ace Hood en Young Scooter meegewerkt hadden. Op 9 mei 2013 bracht hij een vervolg op deze mixtape uit, DuFlocka Rant Halftime Show, waarop tevens de rapper T.I. te horen is.
De datum waarop Flockaveli 2 uitgebracht zou worden werd uiteindelijk naar het begin van 2014 verschoven. In de tussentijd, op 4 oktober 2013, bracht Waka Flocka de mixtape From Roaches to Rollies uit. Op 31 oktober 2014 bevestigde Waka Flocka dat Ne-Yo en Drake ook te horen zouden zijn op Flockaveli 2. 
Op 21 maart 2014 werd opnieuw een tussentijdse mixtape, Re-Up, uitgebracht. Vier maanden later bevestigde Waka Flocka in een interview dat in juli 2014 gehouden werd dat het nog steeds niet uitgebrachte album Flockaveli 2 geproduceerd zou worden door 808 Mafia, Lex Luger, Mike Will Made-It en Black Metaphor. Ook kondigde hij in dit interview een EDM-studioalbum aan dat aan het einde van 2014 uitgebracht zou worden en Turn Up God zou heten. Ook bracht Waka Flocka op 14 juli 2014 de mixtape I Can't Rap Vol. 1 uit. Op 10 november maakte hij de albumcover voor Flockaveli 2 bekend.
Op 12 november heeft hij besloten niet meer op te treden in Nederland zolang Zwarte Piet nog niet is afgeschaft.

## Discografie
- Flockaveli (2010)
- Ferrari Boyz (met Gucci Mane) (2011)
- Triple F Life: Friends, Fans & Family (2012)

## Prijzen en nominaties
| Jaar | Prijs                   | Categorie                        | Genomineerd werk                     | Resultaat   |
| ---- | ----------------------- | -------------------------------- | ------------------------------------ | ----------- |
| 2010 | BET Hip Hop Awards      | Beginner van het Jaar            | nvt.                                 | Genomineerd |
| 2010 | BET Hip Hop Awards      | Beste Clubhit                    | "O Let’s Do It"                      | Genomineerd |
| 2011 | BET Awards              | Beste samenwerking               | "No Hands" (met Roscoe Dash en Wale) | Genomineerd |
| 2011 | BET Hip Hop Awards      | Beste clubhit                    | "No Hands" (met Roscoe Dash en Wale) | Gewonnen    |
| 2015 | Much Music Video Awards | EDM/Dance-videoclip van het Jaar | "Beast" (met Mia Martina)            | Genomineerd |